# Thomas D. Satterwhite
Thomas D. „Tom“ Satterwhite (* 19. September 1851 in South Carolina; † 13. Juni 1905 in Tucson, Arizona-Territorium) war ein US-amerikanischer Jurist und Politiker (Demokratische Partei).

## Werdegang
Thomas D. Satterwhite, Sohn von Alice und Thomas Satterwhite, wurde 1851 in South Carolina geboren. Während seiner Kindheit wurde er Vollwaise. Weitere Details über seine Jugend sind nicht bekannt. Er zog nach Kalifornien und ließ sich dort in Gilroy (Santa Clara County) nieder. In den Folgejahren war er als Rancher und Händler tätig. Irgendwann studierte er Jura. In den frühen 1880er Jahren war er als Clerk im Justizministerium in Washington, D.C. tätig. Satterwhite zog 1883 in das Arizona-Territorium und ließ sich dort in Tucson (Pima County) nieder. In der Folgezeit praktizierte er als Anwalt. Satterwhite wurde 1886 Nachlassrichter vom Pima County und 1893 United States Court Commissioner. 1895 wurde er zum Attorney General vom Arizona-Territorium ernannt – ein Posten, den er bis 1896 innehatte. Danach war er wieder als Jurist tätig. In den letzten drei oder vier Jahren seines Lebens war er zunehmen weniger als Anwalt tätig. Er beschäftigte sich vorwiegend mit dem Bergbaugeschäft in Mexiko. Trotz dieser Tatsache kandidierte er als Demokrat für den Posten als Bezirksstaatsanwalt im Pima County. Gesundheitlich war er die letzten eineinhalb Jahren seines Lebens angeschlagen. Satterwhite litt zuletzt an Schlaflosigkeit, welche von Tag zu Tag schlimmer wurde. Als Folge davon beging er am 13. Juni 1905 in seiner Kanzlei in Tucson Selbstmord, indem er sich erschoss. Sein Leichnam wurde auf dem Court Street Cemetery beigesetzt. Er hinterließ seine Witwe und drei Söhne: Raymond, wohnhaft in Tucson; Clinton, wohnhaft in San Francisco, und den sechsjährigen Thomas D. junior in Tucson.